# 아키딜로부스 아케티쿠스
아키딜로부스 아케티쿠스는 아키딜로부스속에 속하는 고균의 일종이다.